# Сіроткін Сергій Олегович
Сергій Олегович Сіроткін (рос. Сергей Олегович Сироткин; нар. 27 серпня 1995, Москва, Російська Федерація) — російський автогонщик. Чемпіон Європейської Формули-Абарт 2011 року, двократний бронзовий призер серії перегонів GP2. З 2018 року пілот команди Вільямс Формули-1.

## Біографія
Народився 27 серпня 1995 року в Москві.
Одним із спонсорів Сергія під час його тестових виступів за команду «Заубер» Формули-1 був Національний інститут авіаційних технологій, директором якого на той час був батько гонщика Олег Сіроткін. Випускник МАДІ 2017 року, факультет автомобільного транспорту.

## Кар'єра
Сіроткін почав кар'єру в 2008 році з картингу. Спочатку виступав у ряді чемпіонатів класу KF3, в Göteborgs Stora Pris став чемпіоном. У 2010 році Сергій брав участь у трьох серіях класу KF2.

### Формула-Абарт
Уже в 2010 році Сіроткін дебютував в формульних серіях: він взяв участь в 6 гонках італійського класу гоночної серії Формула-Абарт в складі команди «Jenzer Motorsport». У своїй першій же гонці на трасі Валелунга він фінішував в очковій зоні, а після цього ще три рази зміг набрати очки. Всього заробив 12 очок і посів 18-е місце.
У 2011 році Сергій брав участь в обох класах Формули-Абарт: італійському та європейському; і в тому і в іншому сезони починав в «Jenzer Motorsport», проте пізніше змінив колектив на «Euronova Racing». В італійському класі Сіроткін виступав тільки в чотирьох з семи гонок, проте завдяки трьом подіумах набрав 136 очок і посів друге місце в особистому заліку, не зумівши наздогнати Патрика Нідерхаузера. У європейському класі росіянин провів всі 14 гонок, в десяти з яких фінішував на подіумі. Завдяки показаним результатам він заробив 175 очок і став чемпіоном серії.

### Формула-Рено 3.5
У 2012 році Сіроткін виступив в двох гонках на трасі Moscow Raceway за команду «BVM Targer» Формули-Рено 3.5. Вже в 2013 році в складі команди «ISR» він провів майже повний (15 з 17 гонок) чемпіонат. За час виступів там Сергій п'ять разів фінішував в очковій зоні, двічі з них — на Моторленді і Хунгарорингеу — навіть на подіумі; всього заробив 61 очко і став дев'ятим в особистому заліку.
У 2014 році брав участь в чемпіонаті в складі команди «Fortec Motorsports». Перемігши в першій гонці в Москві і ще три рази піднявшись на подіум, росіянин набрав 132 очки і за результатами сезону став п'ятим.

### Формула-1: Sauber
У липні 2013 року, після того як з командою Формули-1 «Заубер» почав співпрацювати ряд російських організацій (Міжнародний фонд інвестиційного співробітництва, Державний фонд розвитку Північно-заходу Російської Федерації і Національний інститут авіаційних технологій), було оголошено про підписання контракту між гоночним колективом і Сіроткіним. Спочатку повідомлялося про те, що росіянин стане основним пілотом «Заубера» в сезоні 2014, проте в результаті його місце зайняв мексиканець Естебан Гутьєррес.
8 квітня 2014 року Сіроткін брав участь в тестах у Бахрейні за кермом боліда «Заубер». За 75 кіл він зумів проїхати 300 км, необхідні для отримання суперліцензій Формули-1, і за результатами заїздів показав 8-й результат.
10 жовтня 2014 року Сіроткін виступав в п'ятничному тренуванні, що проходить в рамках Гран-прі Сочі. Він проїхав 22 кола і за результатами заїзду став 17-м, на два місця відставши від основного пілота «Заубера» — Адріана Сутіла.

### Формула-1: Renault і Williams
У квітні 2016 року стало відомо, що Сіроткін став тест-пілотом команди «Рено» Формули-1. У вересні він провів тести на боліді колишньої команди «Lotus» в Валенсії, а також брав участь в одній з трьох вільних практик на етапах в Сочі і Сан-Паулу. Співпраця росіянина з французькою командою продовжилося і в 2017 році: він продовжив займати посаду тест-пілота «Рено». Сироткін брав участь в перших сесіях вільних заїздів Гран-прі Росії, Іспанії, Австрії та Малайзії. По закінченню сезону російський гонщик отримав позитивні відгуки від керуючого директора «Рено» Сиріла Абітебула.
В кінці листопада 2017 Сергій виступав на тестах в Абу-Дабі за команду «Вільямс», а 16 січня 2018 було оголошено, що Сироткін став бойовим пілотом британського колективу на сезон 2018, де замінив Феліпе Масса.
В Італії фінішував 11-м, але в результаті протесту Рено щодо Грожана результат француза був анульований, а Сіроткін увійшов в десятку і набрав перше очко в кар'єрі.

## Результати виступів
| Приклад      | Опис                                                              |
| ------------ | ----------------------------------------------------------------- |
| 1            | Переможець                                                        |
| 2            | Друге місце                                                       |
| 3            | Третє місце                                                       |
| 5            | Фінішував у очковій зоні                                          |
| 12           | Фінішував поза очковою зоною                                      |
| НКЛ          | Фінішував, але не класифікований                                  |
| Схід         | Не фінішував і не класифікований                                  |
| НКВ          | Не кваліфікований                                                 |
| НПКВ         | Не передкваліфікований                                            |
| ДСК          | Дискваліфікований                                                 |
| ТТР          | Брав участь тільки в тренуваннях                                  |
| тест         | Тестер по п'ятницях (з 2003 року)                                 |
| НС           | Брав участь у Гран-прі як бойовий пілот, але не стартував у гонці |
| Т            | Травмований чи хворий                                             |
| Викл         | Виключений із протоколу                                           |
| Від          | Відмова від участі                                                |
| НТР          | Не брав участі в тренуваннях                                      |
| НПР          | Не прибув на Гран-прі                                             |
| С            | Гонка скасована                                                   |
|              | Не брав участі                                                    |
| Жирний шрифт | Поул-позиція                                                      |
| Курсив       | Швидке коло                                                       |

| Рік  | Команда                      | Шасі          | Двигун                         | 1        | 2      | 3      | 4        | 5        | 6      | 7      | 8      | 9        | 10     | 11       | 12     | 13     | 14     | 15       | 16       | 17     | 18     | 19     | 20       | 21     | Місце в чемпіонаті | Очки в чемпіонаті |
| ---- | ---------------------------- | ------------- | ------------------------------ | -------- | ------ | ------ | -------- | -------- | ------ | ------ | ------ | -------- | ------ | -------- | ------ | ------ | ------ | -------- | -------- | ------ | ------ | ------ | -------- | ------ | ------------------ | ----------------- |
| 2014 | Sauber F1 Team               | C33           | Ferrari 059/3 1,6 V6T          | AUS      | MAL    | BHR    | CHN      | ESP      | MON    | CAN    | AUT    | GBR      | GER    | HUN      | BEL    | ITA    | SIN    | JPN      | RUS тест | USA    | BRA    | ABU    |          |        | -                  | -                 |
| 2016 | Renault Sport Formula 1 Team | R.S.16        | Renault R.E.16 V6T             | AUS      | BHR    | CHN    | RUS тест | ESP      | MON    | CAN    | EUR    | AUT      | GBR    | HUN      | GER    | BEL    | ITA    | SIN      | MAL      | JPN    | USA    | MEX    | BRA тест | ABU    | -                  | -                 |
| 2017 | Renault Sport Formula 1 Team | R.S.17        | Renault R.E.17 V6T             | AUS      | CHN    | BHR    | RUS тест | ESP тест | MON    | CAN    | AZE    | AUT тест | GBR    | HUN      | BEL    | ITA    | SIN    | MAL тест | JPN      | USA    | MEX    | BRA    | ABU      |        | -                  | -                 |
| 2018 | Williams Martini Racing      | Williams FW41 | Mercedes M09 EQ Power+ 1,6 V6T | AUS Схід | BHR 15 | CHN 15 | AZE Схід | ESP 14   | MON 16 | CAN 17 | FRA 15 | AUT 13   | GBR 14 | GER Схід | HUN 16 | BEL 12 | ITA 10 | SIN 19   | RUS 18   | JPN 16 | USA 13 | MEX 13 | BRA 16   | ABU 15 | 20                 | 1                 |

†Не закінчив, але був класифікований, оскільки він завершив більше 90 % дистанції гонки.